# Liste der denkmalgeschützten Objekte in Fladnitz an der Teichalm
Die Liste der denkmalgeschützten Objekte in Fladnitz an der Teichalm enthält die 7 denkmalgeschützten, unbeweglichen Objekte der Gemeinde Fladnitz an der Teichalm im steirischen Bezirk Weiz.

## Denkmäler
| Foto |                 | Denkmal | Standort                                                       | Beschreibung | Metadaten |
| ---- | --------------- | --- | -------------------------------------------------------------- | --- | --- |
| ja   | Datei hochladen | Ehem. Friedhof mit Ummauerung, integrierten 4 Figuren und Initienkapellen HERIS-ID: 84617 Objekt-ID: 98746 | Fladnitz/Teichalm Standort KG: Fladnitz an der Teichalpe       | Die Pfarrkirche ist mit einer ehemaligen Friedhofsmauer mit Initienkapellen umgeben. Am Zugang gibt es Steinfiguren Florian und Nikolaus. Am Stiegenaufgang südlich Sebastian und Rochus. An der Außenseite der Mauer gibt es einen Römerstein aus der Zeit um 100. | BDA-Hist.: Q38183410 Status: § 2a Stand der BDA-Liste: 2025-06-30 Name: Ehem. Friedhof mit Ummauerung, integrierten 4 Figuren und Initienkapellen GstNr.: .18 Pfarrkirche hl. Nikolaus, Fladnitz an der Teichalm |
| ja   | Datei hochladen | Kath. Pfarrkirche hl. Nikolaus HERIS-ID: 51042 Objekt-ID: 56597                                            | Fladnitz/Teichalm Standort KG: Fladnitz an der Teichalpe       | Der einheitliche spätgotische Kirchenbau ist in der Turmkapelle mit 1486 bezeichnet. Der Hochaltar aus dem Jahre 1736 trägt Figuren des Bildhauers Philipp Jakob Straub und zeigt das Bild hl. Nikolaus des Malers Johann Veit Hauck aus 1736.                      | BDA-Hist.: Q1991873 Status: § 2a Stand der BDA-Liste: 2025-06-30 Name: Kath. Pfarrkirche hl. Nikolaus GstNr.: .18 Pfarrkirche hl. Nikolaus, Fladnitz an der Teichalm                                             |
| ja   | Datei hochladen | Pfarrhof HERIS-ID: 84619 Objekt-ID: 98748                                                                  | Fladnitz/Teichalm 1 Standort KG: Fladnitz an der Teichalpe     | | BDA-Hist.: Q38183433 Status: § 2a Stand der BDA-Liste: 2025-06-30 Name: Pfarrhof GstNr.: .17/1 |
| ja   | Datei hochladen | Figurenbildstock Schmerzhafte Maria und Kruzifix HERIS-ID: 84618 Objekt-ID: 98747                          | bei Fladnitz/Teichalm 3 Standort KG: Fladnitz an der Teichalpe | Das sogenannte Wetterkreuz besteht aus einem gekreuzigten Christus aus Holz (1863 erneuert) und der farbig gefassten Mater Dolorosa des Pöllauer Bildhauers Peyer aus dem Jahre 1779.                                                                               | BDA-Hist.: Q38183421 Status: § 2a Stand der BDA-Liste: 2025-06-30 Name: Figurenbildstock Schmerzhafte Maria und Kruzifix GstNr.: .18 Crucifixion group, Fladnitz an der Teichalm                                 |
| ja   | Datei hochladen | Rauchstubenhaus, vulgo Gregl HERIS-ID: 25909 Objekt-ID: 22359                                              | Fladnitz/Teichalm 10 Standort KG: Fladnitz an der Teichalpe    | Hakenhof am östlichen Ortseingang. Wohnhaus mit zum Teil gemauerten Erdgeschoß und Schopfwalmdach. Obergeschoß in Blockbau. Gangl im Dachgeschoß. Bezeichnet mit 1777.                                                                                              | BDA-Hist.: Q37897345 Status: Bescheid Stand der BDA-Liste: 2025-06-30 Name: Rauchstubenhaus, vulgo Gregl GstNr.: .6 Rauchstubenhaus, Fladnitz an der Teichalm                                                    |
| ja   | Datei hochladen | Ehem. Mesnerhaus HERIS-ID: 84626 Objekt-ID: 98756                                                          | Fladnitz/Teichalm 33 Standort KG: Fladnitz an der Teichalpe    | | BDA-Hist.: Q38183444 Status: § 2a Stand der BDA-Liste: 2025-06-30 Name: Ehem. Mesnerhaus GstNr.: .19 |
| ja   | Datei hochladen | Bauernhof Grabenbauer HERIS-ID: 84761 Objekt-ID: 98906seit 2014                                            | Schrems 76 Standort KG: Schrems                                | | BDA-Hist.: Q38183917 Status: Bescheid Stand der BDA-Liste: 2025-06-30 Name: Bauernhof Grabenbauer GstNr.: .92 |